# 若井久美子
若井 久美子（わかい くみこ、1984年10月3日 - ）は、日本の女優・歌手である。2018年までベストブレーンに所属していたが、2018年9月より事務所を独立し、現在はフリーランスとして個人で活動している。公式サイトはkumiko.jp

## 来歴
1984年10月3日東京生まれ、東京音楽大学演奏家コース卒業後、同大学科目履修声楽コースに進学。在学中、第39回国際芸術連盟新人オーディション最優秀新人賞を受賞。東宝ミュージカルアカデミーに入学。同アドバンスコース修了。卒業公演『レ・ミゼラブル』ではコゼット役を演じる。
主な出演作に、音楽劇『しあわせのタネ』（ヒロイン役）、『この森で、天使はバスを降りた』（主演パーシー役）など。2013年の新演出版の東宝ミュージカル『レ・ミゼラブル』よりコゼット役を演じている。

## 出演

### 舞台
- 1996年9月 - 東宝特別公演　「おしん」
- 2010年3月 - 東宝ミュージカルアカデミー公演　「レ・ミゼラブル」（コゼット役）
- 2013年4月 - 11月: 東宝ミュージカル　「レ・ミゼラブル」（コゼット役）
- 2014年1月 - 2月: ミュージカル　「この森で、天使はバスを降りた」（主演パーシー役）
- 2014年8月 - 10月: 音楽劇　「しあわせのタネ」（ヒロイン役）
- 2015年4月 - 9月: 東宝ミュージカル　「レ・ミゼラブル」（コゼット役）
- 2016年7月 - 「Before After」エイミー役
- 2018年6月 - 音楽劇「運河に咲いた恋ものがたり」（ヒロイン　マリア役）

### 映画
- 2015年12月12日〜ヒューマントラストシネマ渋谷公開

映画「森のカフェ」榎本憲男監督、ヒロイン森野葉子役　配給ドゥール

### ラジオ
- 2015年4月〜　Yes-fm「若井久美子のOh! Dreamin」（毎週月曜18:00〜18:15 ON AIR）

### ライブ

#### 2015年
若井久美子ソロライブ〜dremamin〜
- 10/17,18　神楽坂theGREE
- 10/23　大阪南港ATCサンセットホール
  - 〜カランコエ〜
- 12/26　神楽坂theGREE

#### 2016年
- 2/11  若井久美子　トーク＆ライブ （MC：立花裕人）汐留BLUE MOOD
- 8/6   若井久美子的世界～朗読歌劇 2 神楽坂theGREE
- 9/26  若井久美子 CDミニアルバム発売記念ライブ 渋谷JZ Brat
- 10/9  若井久美子 透明なうたと、ものがたり。in横浜音祭り  横浜 象の鼻テラス

## ディスコグラフィー
- 2016/9/21　1stミニアルバム「透明なココロ」※ピアノデュオ「レ・フレール」としても活躍する齋藤守也氏が楽曲を提供
- 2016/3/21　若井久美子ソロライブ「~dreamin~」
- 2017/1/17　ミニアルバム「ふわん」※元「I Wish」で音楽プロデューサーのnao氏が楽曲提供

## 人物
中学時代は演劇部に所属していた。中学2年生の時に母に「そんなに歌が好きなら歌の世界目指してみる？」と言われた。のんびりとした印象を持たれているが、実はとても明るくサバサバとした性格である。幼い頃から歌やお芝居が好きで小学校の頃から劇団に通っていたが、引っ込み思案だったため、先生には「子役では目立たないが、努力を続ければ大人になってから飛躍する子だ」と言われていた
。毎年、東京ディズニーリゾートの年間パスポートを購入するほどのディズニー好き。特技はお菓子作り、趣味は愛犬と戯れること、映画鑑賞、ホットヨガ、ウォーキング。好きな食べ物は、チョコレート、和食。資格として小中学校の教員免許を取得している。